# Sepultaria
Sepultaria är ett släkte av svampar. Sepultaria ingår i familjen Pyronemataceae, ordningen skålsvampar, klassen Pezizomycetes, divisionen sporsäcksvampar och riket svampar.